# Carol Saboya
Carol Saboya (* 1975, Rio de Janeiro, Brazílie) je brazilská zpěvačka populární hudby stylu MPB.

## Život a kariéra
Carol Saboya se narodila v roce 1975. Jejím otcem je brazilský skladatel a pianista Antônio Adolfo. Hudbu slýchala od dětství a velmi záhy se začala sama hudbě věnovat aktivně. První singl s názvem A Menina e a TV vydala (spolu s Miélem) již ve svých osmi letech. V letech 1989–1991 studovala v USA. Již v té době spolupracovala na projektech dalších brazilských i amerických umělců.
První sólovou desku vydala Saboya v roce 1988. Za desku s názvem Dança da voz získala cenu Prêmio Sharp v kategorii Revelação MPB. Druhé album Janelas abertas vychází o rok později. Za doprovodu kytaristy Nelsona Farii interpretuje písně Antonia Carlose Jobima. V roce 2000 pak následuje album Sessão passatempo.
V roce 2003 vydala Saboya čtvrté hudební album s názvem Presente.
8. října 2005 se Carol Saboya sešla ke spolupráci se svým otcem Antôniem Adolfem při natáčení desky Ao Vivo – Live.

## Diskografie
- Dança da voz (1998) (Lumiar discos)
- Janelas abertas (1999) (Lumiar discos)
- Sessão Passatempo (2000) (JAM Music)
- Presente (2003) (MPB/Universal)
- Bossa nova (2003) (Aosis Records)
- Nova bossa (2004) (Aosis Records)
- Antonio Adolfo e Carol Saboya ao Vivo – live (live, 2006) (Artezanal / Kuarup)